# Paea Wolfgramm
Paea Wolfgramm est un boxeur tongien né le 1er décembre 1969 à Vava'u.

## Carrière
Ancien rugbyman, il n'entame sa carrière de boxeur qu'à 21 ans et se qualifie après seulement 26 combats amateurs pour les Jeux olympiques d'Atlanta en 1996. Il remporte à cette occasion la médaille d'argent dans la catégorie super-lourds en n'étant battu qu'en finale par l'Ukrainien Wladimir Klitschko.
Premier tongien médaillé olympique, Wolfgramm entame quelques mois plus tard une carrière professionnelle mais qui ne sera pas aussi brillante puisqu'il ne remportera pas le moindre titre. Il quitte les rings en 2001 sur un bilan de 20 victoires et 4 défaites (notamment contre Corrie Sanders et à nouveau Wladimir Klitschko).